# Konsum-, Bau- und Sparverein „Produktion“

1. Verkaufsstelle der „Produktion“ am Großneumarkt um 1900

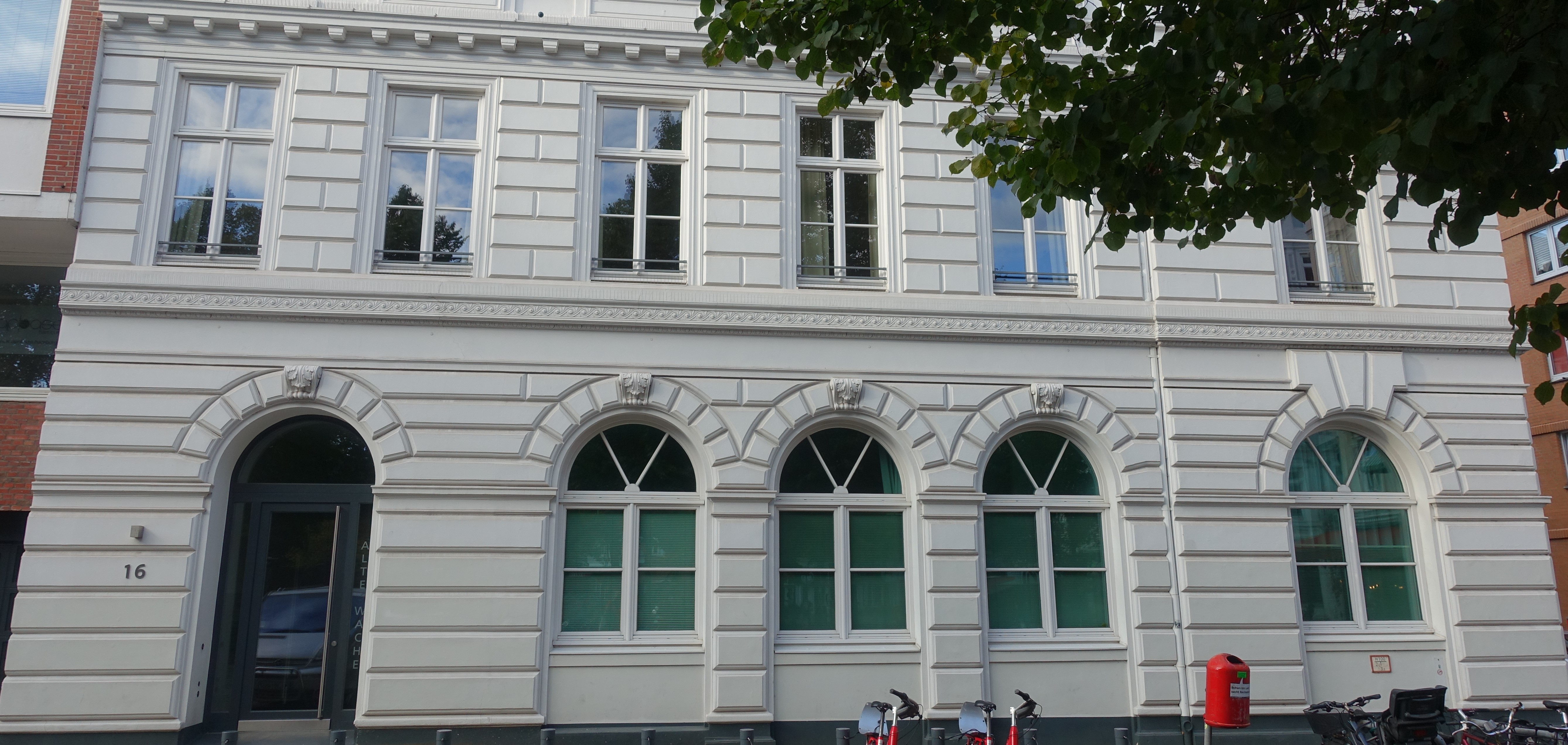
Gebäude der 1. Verkaufsstelle am Großneumarkt 16 (2020)

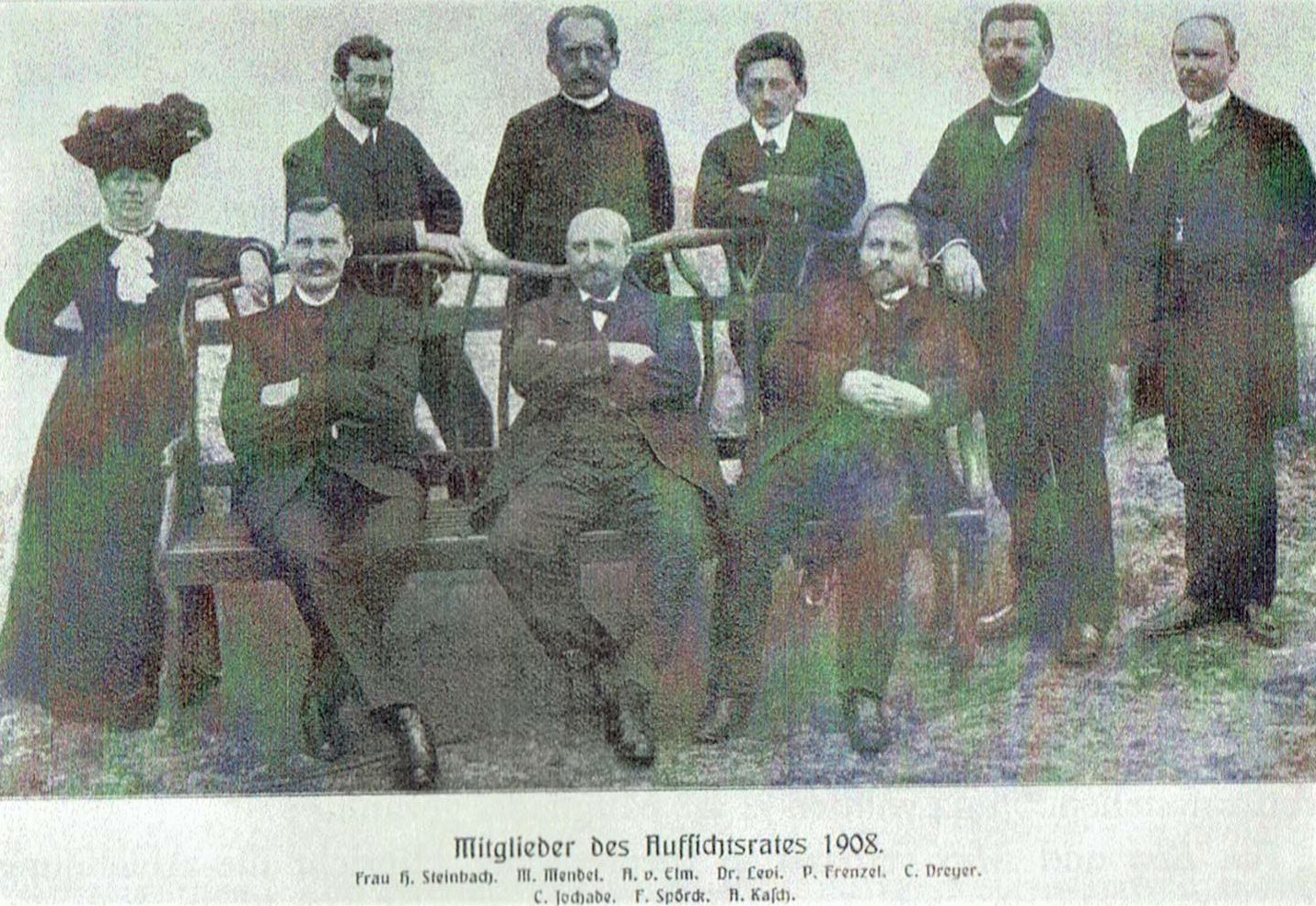
Aufsichtsrat der Produktion von 1908

Lieferwagen der „Produktion“, vermutlich vor 1914

Betriebsanlagen der „Produktion“ in Hamburg-Hamm, um 1910

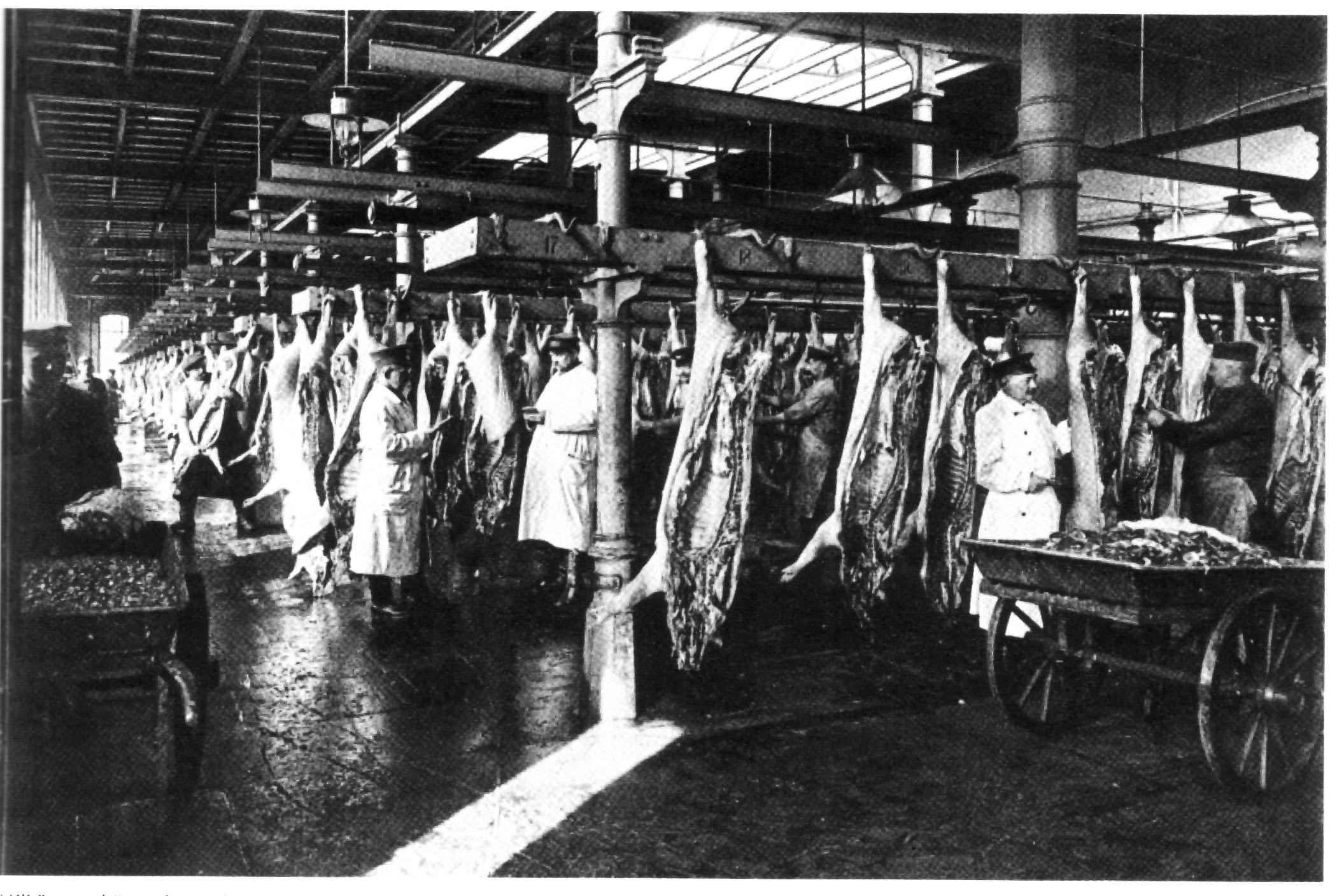
PRO-Schlachterei in Hamburg-Hamm (1916)

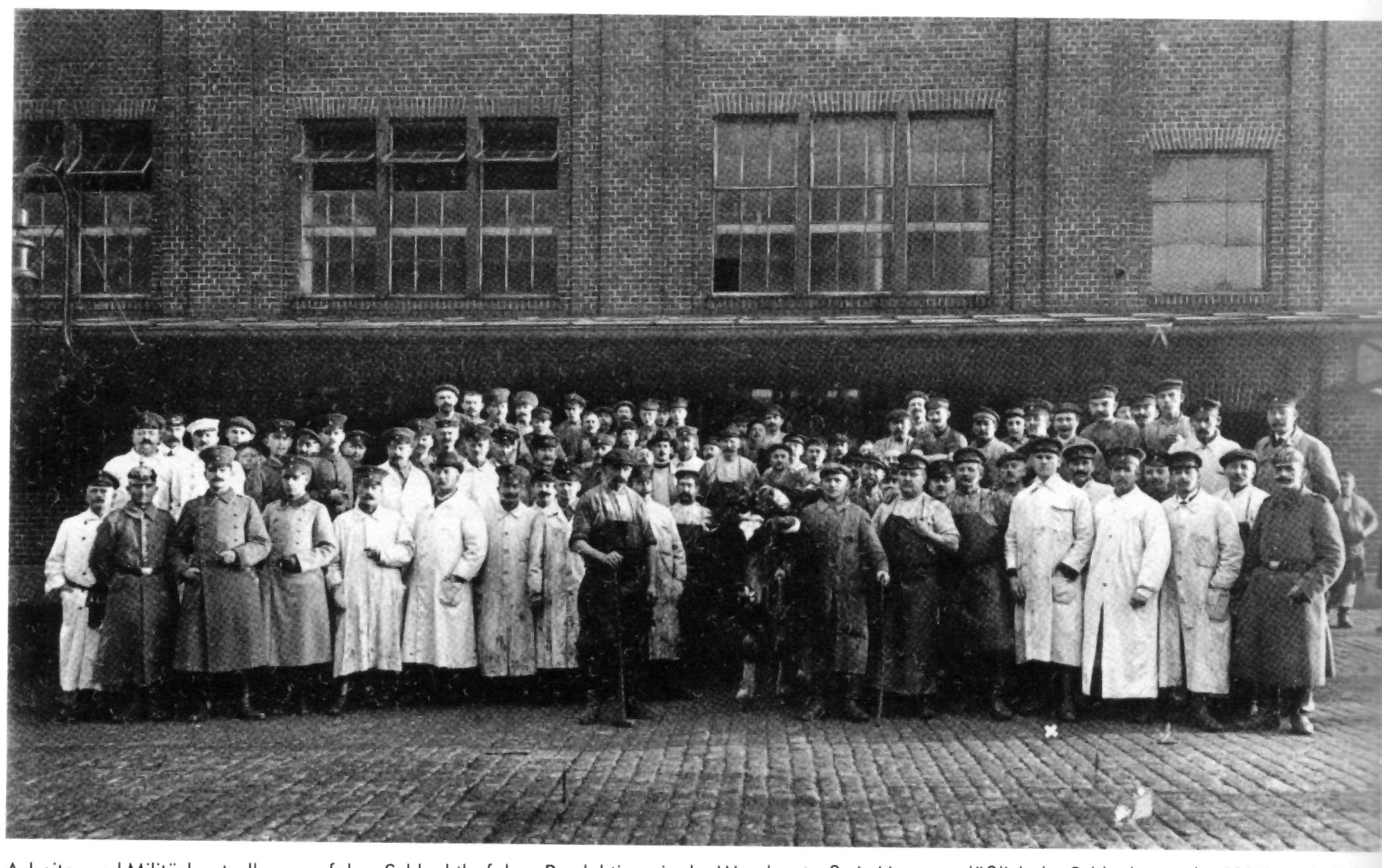
Belegschaft des PRO-Schlachthofs in Hamburg-Hamm (1916)

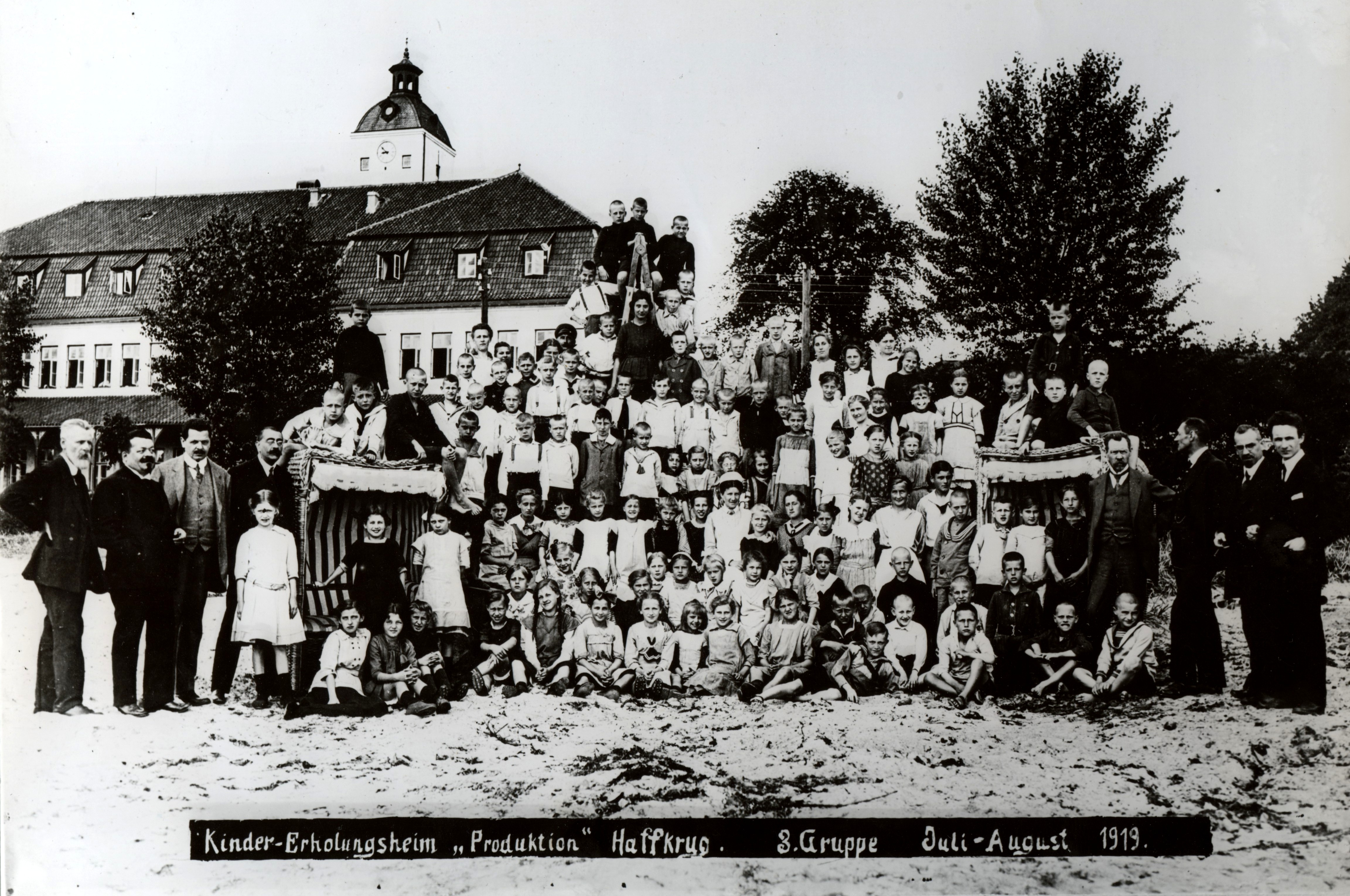
Kinder-Erholungsheim der „Produktion“ in Haffkrug 1919 Besuch von Reichspräsident Friedrich Ebert (zweiter von links)

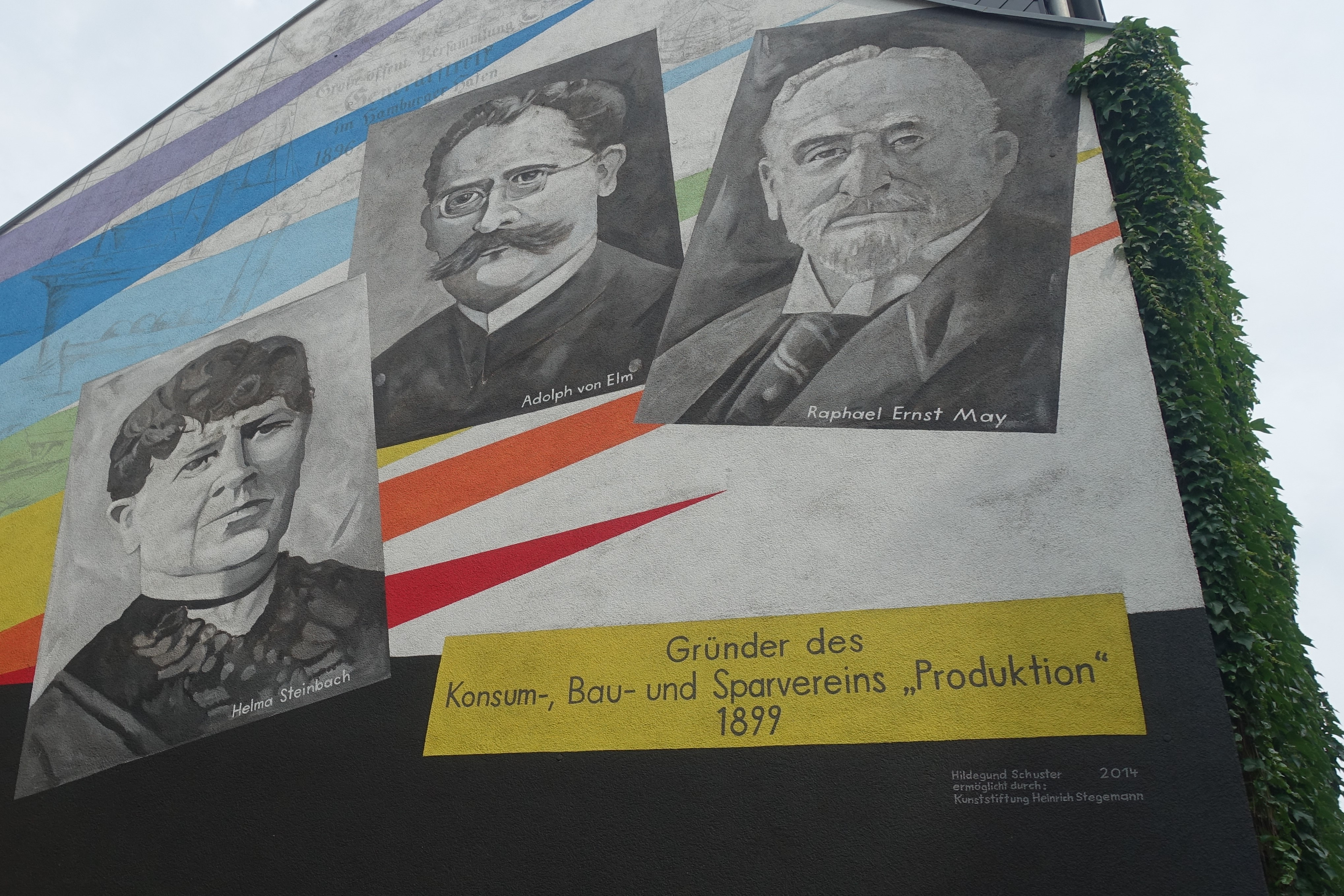
Wandbild in Hamburg-Ottensen – Gründer des Konsum-, Bau- und Sparvereins Produktion 1899: Helma Steinbach, Adolph von Elm und Raphael Ernst May. Finanziert von der Heinrich-Stegemann-Kunststiftung.

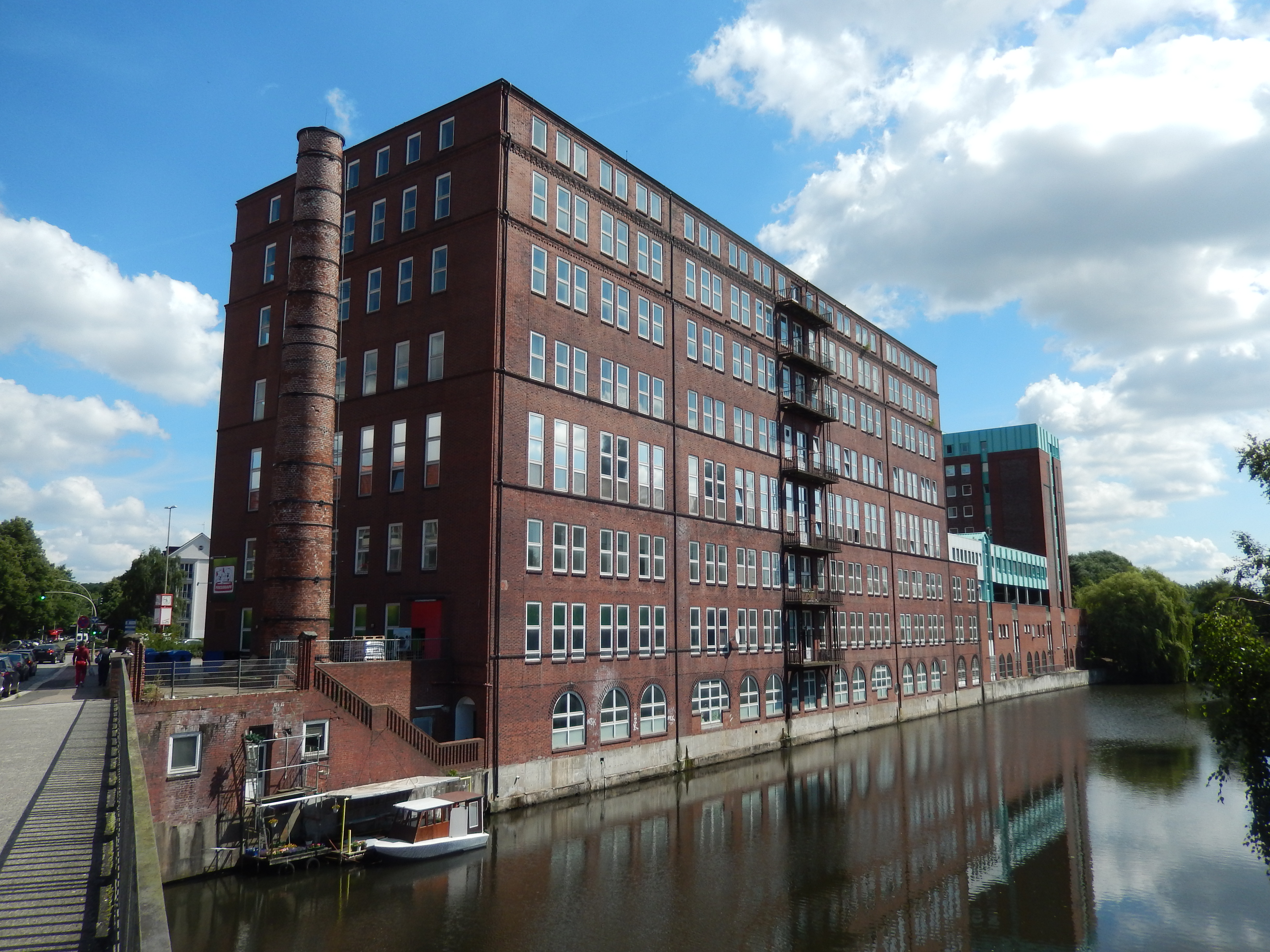
Ehemalige PRO-Bäckerei am Mittelkanal in Hamburg-Hamm, heute für Büros und Einzelhandel genutzt

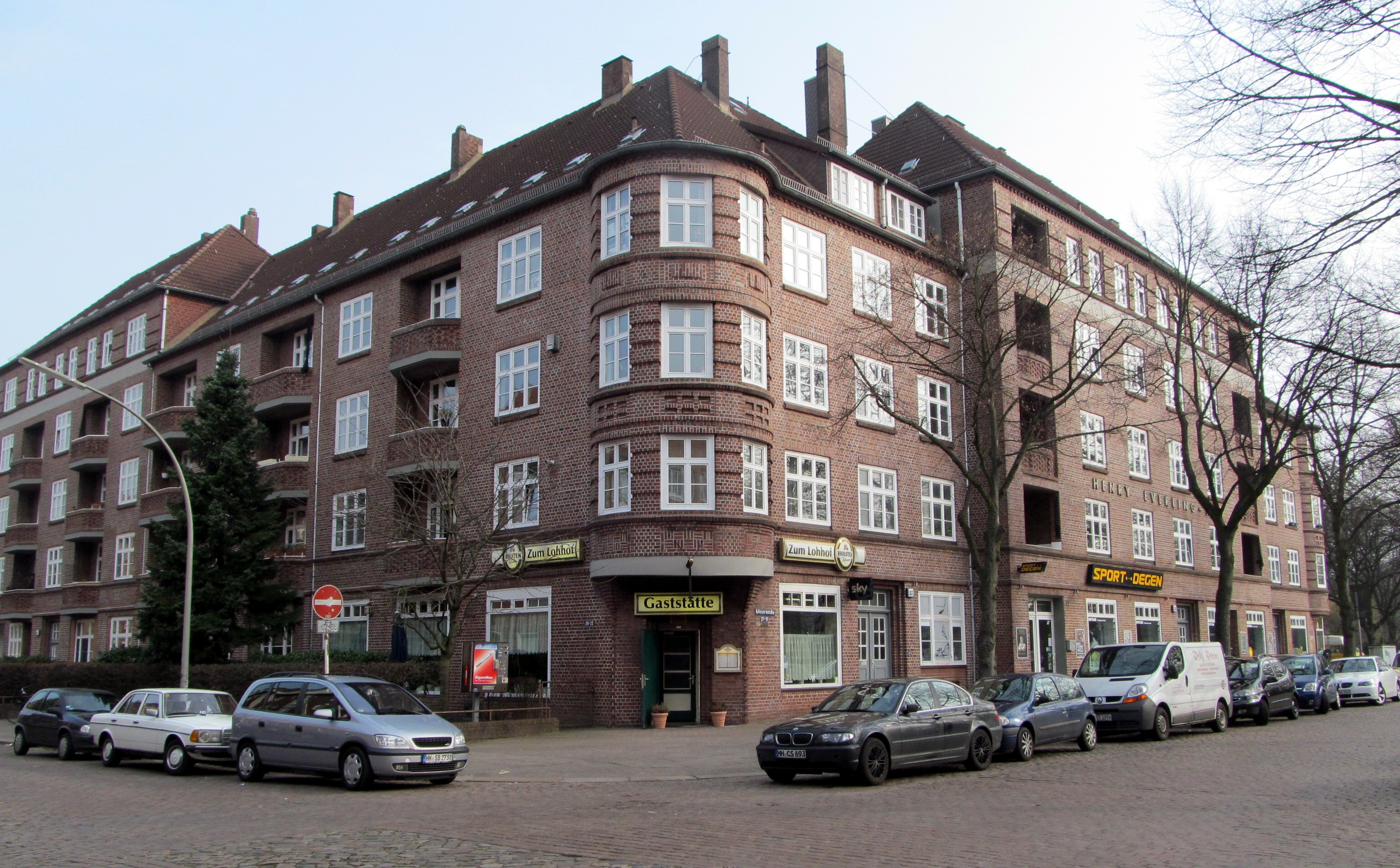
Ehemalige PRO-Wohnanlage in Hamburg-Hamm, benannt nach Henry Everling, heute im Besitz der Baugenossenschaft freier Gewerkschafter (BGFG)

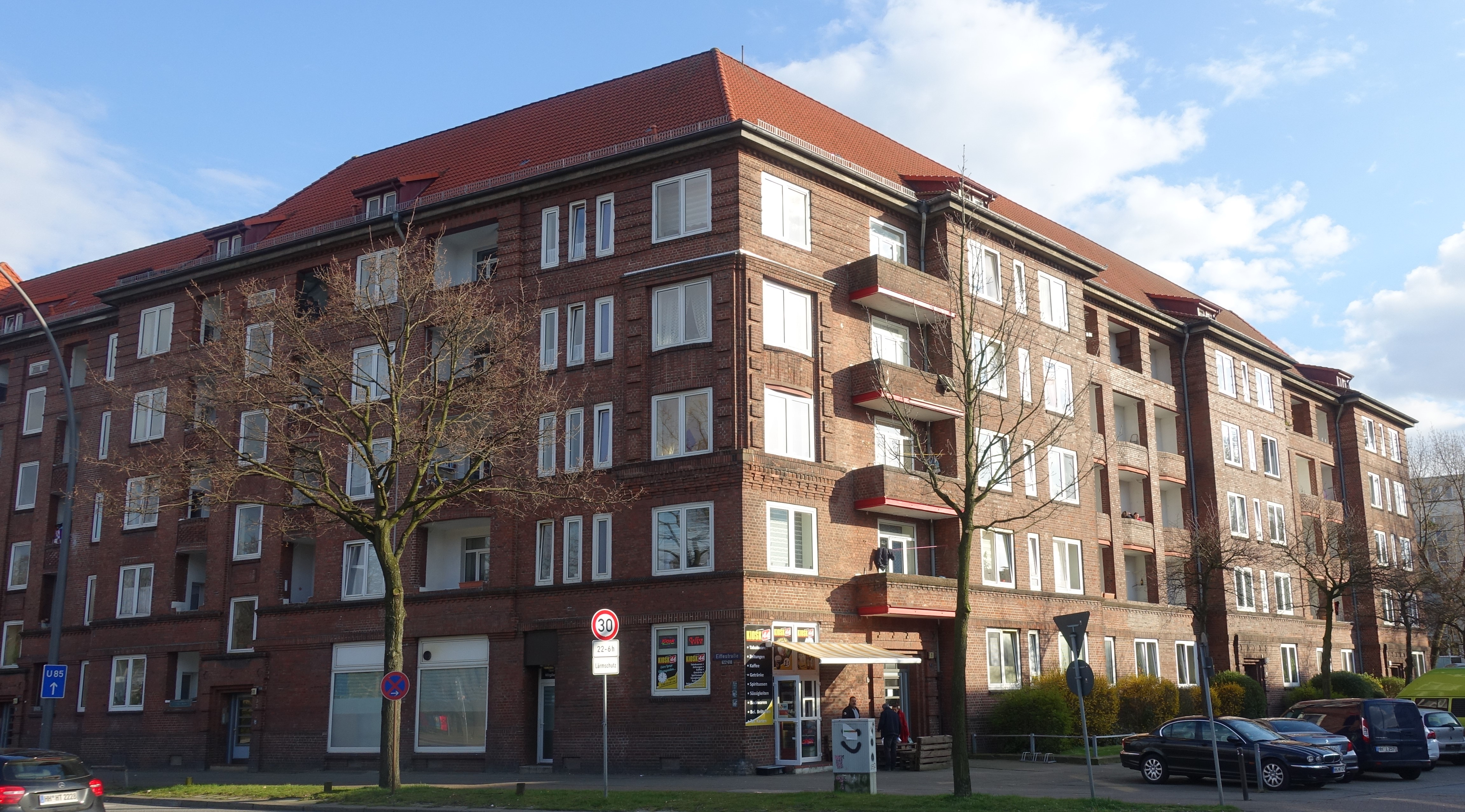
Ehemalige PRO-Wohnanlage an der Eiffestraße (April 2020)

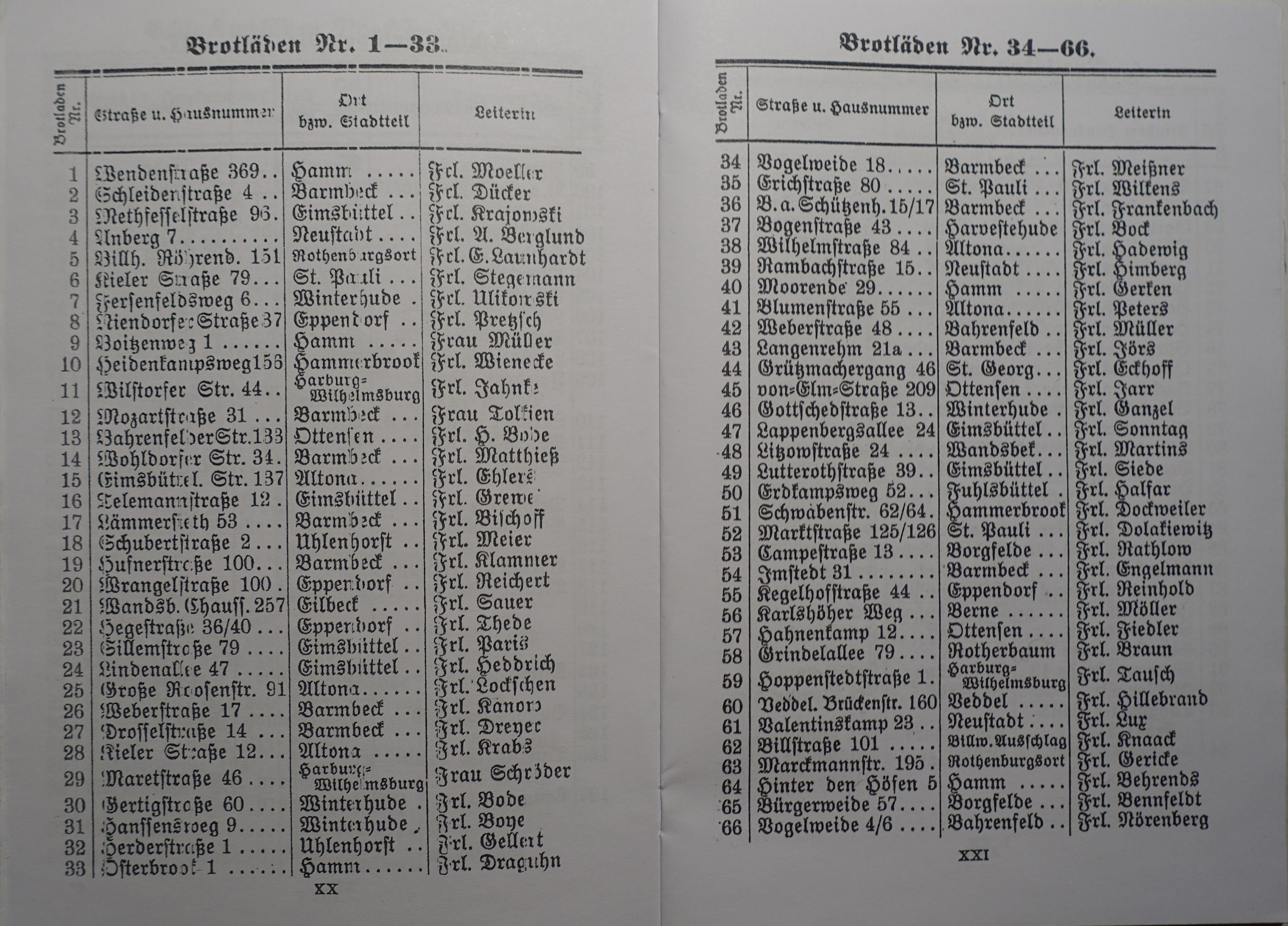
Adressen-Verzeichnis der PRO 1933 – Auszug über die Brotläden in Hamburg

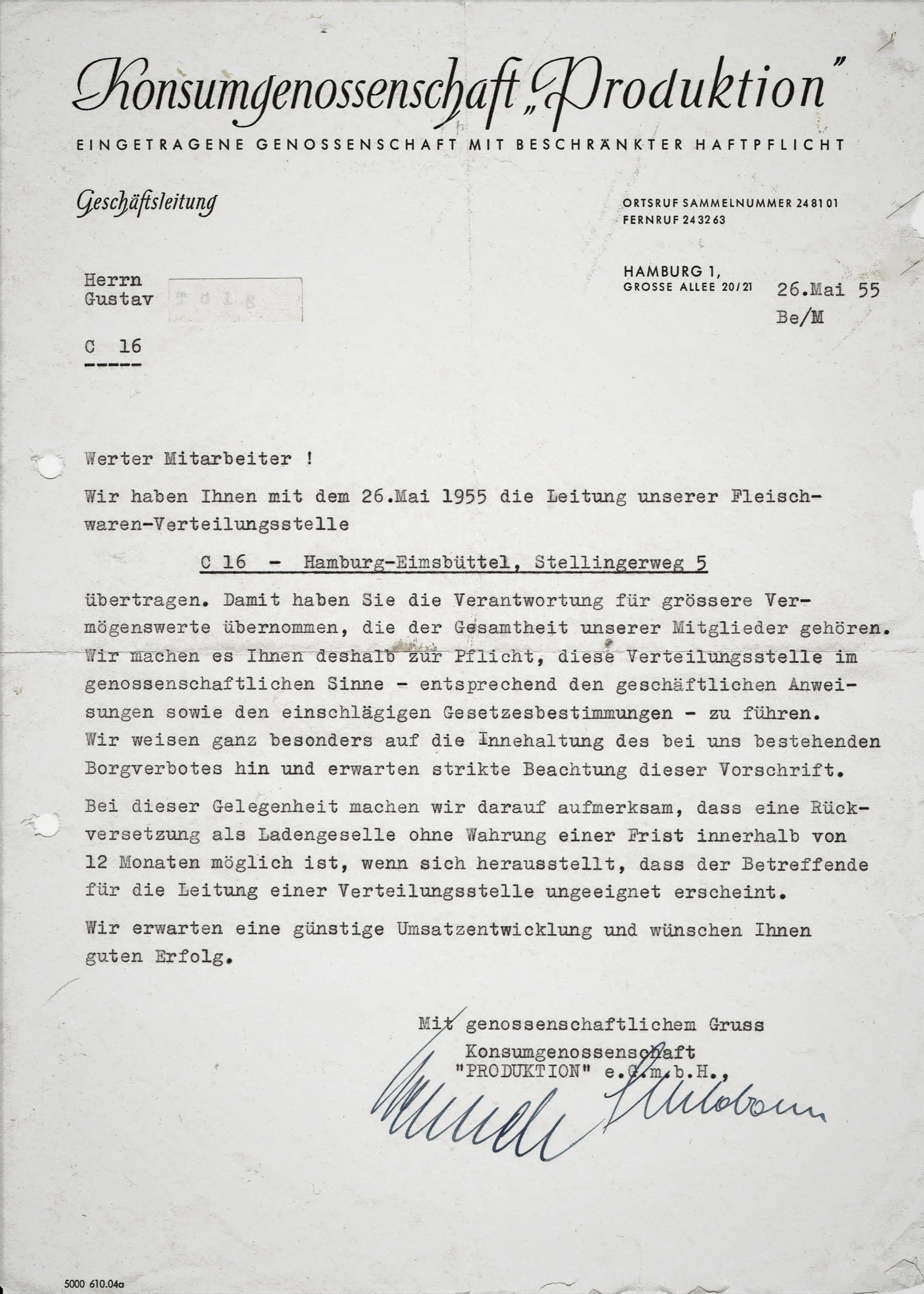
Anforderung an Ladenleiter der Produktion 1955

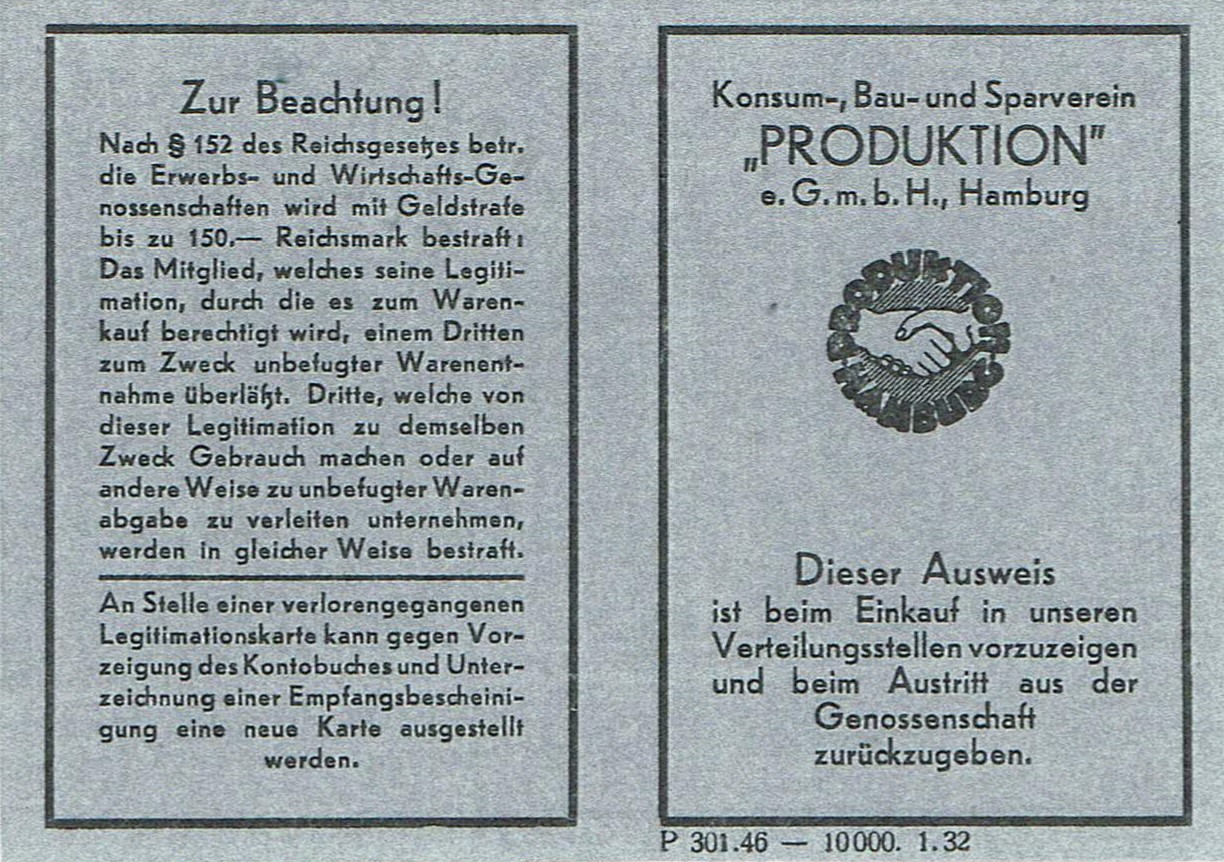
Mitgliedsausweis der PRO vor 1933

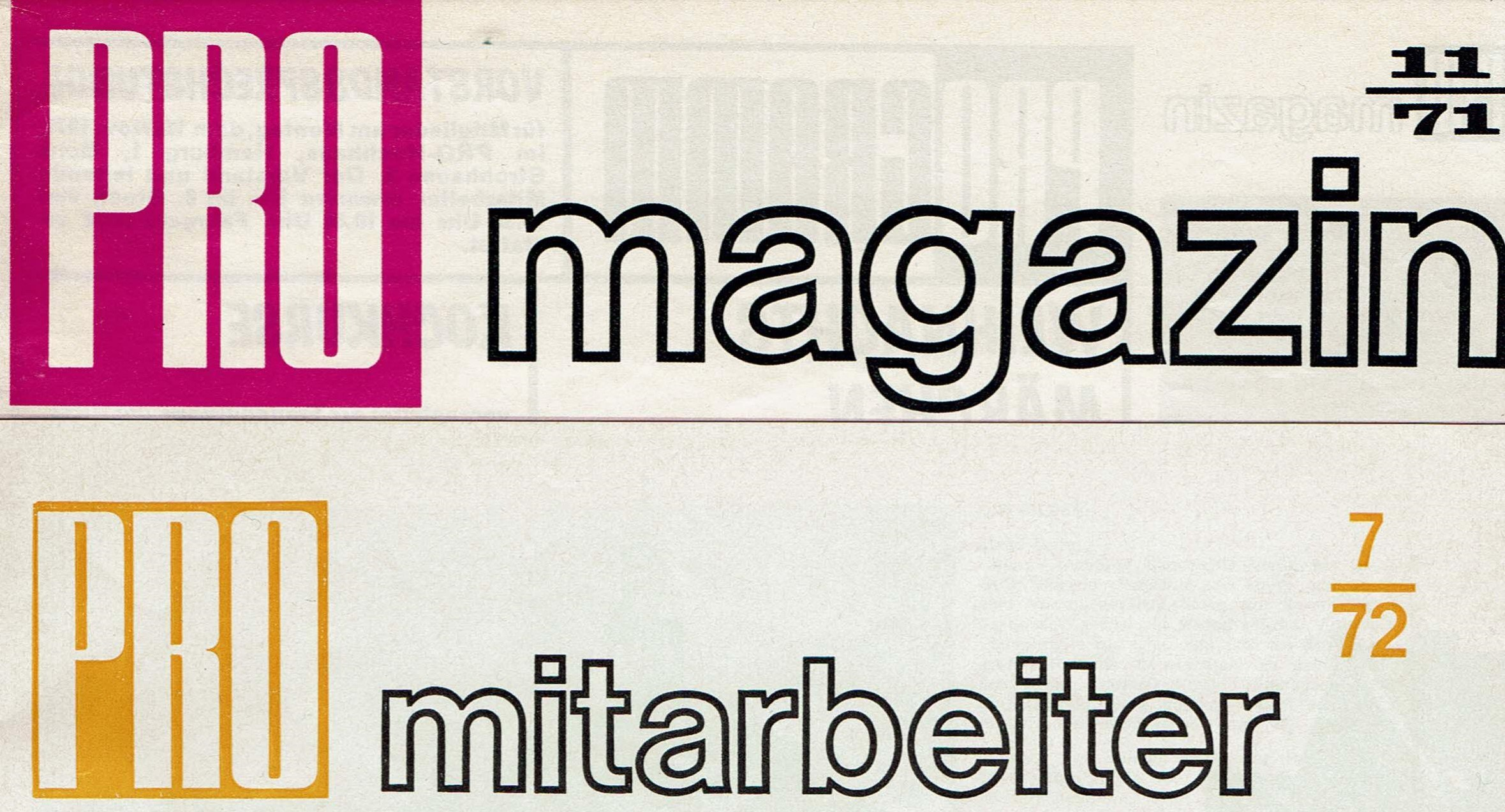
Veröffentlichungen der PRO

PRO Namensaktie

Die Konsum-, Bau- und Sparverein „Produktion“ eingetragene Genossenschaft mit beschränkter Haftpflicht, Sitz Hamburg, wurde 1899 gegründet. Sie war im Wesentlichen eine Konsumgenossenschaft. Sie zählte zu den sozialistischen Konsumgenossenschaften der Hamburger Richtung.

## Gründung
Die „Produktion“ war ein Kind des Arbeitskampfes. Die Idee zur Gründung entstand während des Hamburger Hafenarbeiterstreiks von 1896/1897, der 11 Wochen dauerte und bis zu 17.000 Streikende umfasste. Die Organisation der Hafenarbeiter und Seeleute war schlecht, Streikfonds gab es praktisch nicht. Das Geld zur Unterstützung musste gesammelt werden. Die Gründerversammlung vom 28. Juli 1898 in der Hamburger Lessinghalle (vor 1906 der zentrale Ort der Hamburger Gewerkschaftsbewegung) am Gänsemarkt 35 wählte einen provisorischen Vorstand und Aufsichtsrat. Die konstituierende Generalversammlung fand am 24. Januar 1899 in Schwaffs Hamburger Ballhaus statt. Anwesend waren 700 Personen, die schriftlich ihren Beitritt zu der zu gründenden Genossenschaft erklärt hatten. Vorbild war die 1844 in Rochdale (England) gründete Konsumgenossenschaft Rochdale Society of Equitable Pioneers. Die Eintragung des Konsum-, Bau- und Sparvereins „Produktion“ erfolgte am 3. Februar. Damit waren über zwei Jahre sich erstreckende Vorarbeiten erfolgreich abgeschlossen. Die erste Generalversammlung fand am 5. Mai 1899 im Hamburger Ballhaus statt. Anwesend waren 520 Mitglieder. Bis zum 1. Mai hatte die neue Genossenschaft 1580 Mitglieder. Das Betriebskapital bestand aus etwa 15.000 Mark. Eine Besonderheit der PRO waren ihre Notfonds zur Finanzierung von Wohnungen und Unterstützung bei Streiks.
Die erste Verkaufsstelle wurde am 17. Juli 1899 am Groß-Neumarkt eröffnet.
Am 3. Dezember 1901 wurde das Richtfest des ersten eigenen Speichers gefeiert. In die Schwelle wurde eine Urkunde eingemauert. Unterzeichnet war sie vom Vorstand Reinhold Postelt, Ferdinand Wolff und Josef Rieger, vom Aufsichtsratsvorsitzenden Friedrich Lesche und seinem Stellvertreter Adolph von Elm, vom Schriftführer des Aufsichtsrats Max Mendel, und den übrigen Mitgliedern Paul Frenzel, Ernst Kretschmer, Gustav Lehne, Joseph Berkowitz Kohn, Helma Steinbach, Gustav Segnitz und Heinrich Stühmer.
Am 17. März 1902 wurden das Gebäude und die Einrichtungen in Betrieb genommen. Dazu gehörte auch eine eigene Kaffeerösterei.
1906 wurde der PRO-Wohnblock (Baustil „Hamburger Burg“) mit über 200 Wohnungen, Läden und Gastwirtschaft in der Schleidenstraße in Barmbek fertiggestellt. Später eine Hochburg der Arbeitbewegungskultur. In dem Wohnblock entstanden der Barmbeker Volkschor, Barmbeker Fortbildungsverein. Hier ist der Ursprung der Elternräte, der Kinderschutzkommission, der Arbeiterwohlfahrt und vieler anderer Organisationen. Der Wohnungsbestand wuchs bis 1931 auf über 2.000 Wohnungen, konnte aber nur von 1,5 % der Mitglieder in Anspruch genommen werden.
Der Gründer der Produktion, Adolph von Elm, wollte den Kapitalismus durch Genossenschaften überwinden. „Nur durch den Zusammenschluss aller derer, die unter dem Joche des Kapitalismus leiden, in einer einheitlichen Konsumentenorganisation kann das Ziel erreicht werden! Nicht ruhen noch rasten darf, wer den Kapitalismus wirtschaftlich bekämpfen will; das Wüten der Scharfmacher in Hamburg gegen die Produktion beweist, dass sie auf dem rechten Wege ist, die Produktion hat der Arbeiterschaft Hamburgs mehr gegeben, als Worte zu sagen vermögen: den Glauben an ihre Kraft!“ Adolph von Elm musste zunächst viel Überzeugungsarbeit leisten, denn im Gegensatz zu England war die Konsumgenossenschaftsbewegung nicht mit der Arbeiterbewegung verzahnt. Arbeiter hatten mit Produktivgenossenschaften keine guten Erfahrungen gemacht und die sozialistische und die gewerkschaftliche Arbeiterbewegung vermochten in dieser Organisationsform keinen Hebel zur grundlegenden Änderung der Lage der Arbeiterschaft erkennen. Die Gründung der PRO gilt als markante Zäsur hinsichtlich des Einstellungswandels der Arbeiterschaft.
Als Konsumverein vom Rochdale-Typ zeichnete sich die PRO folglich zum einen durch eine wirtschaftsdemokratische Unternehmensverfassung und zum anderen durch die Konzeption der genossenschaftlichen Bedarfsdeckungswirtschaft aus. Der Konsumverein ermittelte den Bedarf und gab ihn an die eigenen Produktionsbetriebe weiter.
Ihr gehörten 1913 73 000 Mitglieder an. Die PRO hatte über 100 Verkaufsstellen und rund 1.500 Mitarbeiter. Sie erzielte einen Umsatz von 20 Millionen Mark. Im Dezember 1923 war die Mitgliederzahl auf 134.541 gestiegen.
Aus den Gewinnen der Kriegsproduktion des Fleischereibetriebes der Genossenschaft wurde ein Kinder- und Erholungsheim der PRO in Haffkrug an der Ostsee 1916/1917 finanziert. Im Juli 1919 besuchte Reichspräsident Friedrich Ebert und Reichswehrminister Gustav Noske mit Mitgliedern des Vorstandes des Genossenschaft „Produktion“ das Kinder- und Erholungsheim und würdigten die vorbildliche soziale Einrichtung. Dabei entstand das umstrittene Badehosenfoto. Seit 1948 Henry-Everling-Haus der PRO Stiftung und seit 1974 Seniorenerholungseinrichtung.

## Entwicklung der Anzahl der Verkaufsstellen
| Ladentyp                       | Anzahl 1924 | Anzahl 1930 | +   |
| ------------------------------ | ----------- | ----------- | --- |
| Kolonialwarenverteilungsstelle | 142         | 253         | 111 |
| Brotladen                      | 55          | 92          | 37  |
| Schlachterladen                | 61          | 118         | 57  |
| Spezialladen                   | 10          | 18          | 8   |
| Gesamt                         | 268         | 481         | 213 |

## Eigenproduktion 1930
Die Produktion unterhielt 1930 folgende 15 Eigenbetriebe
- 1 Fleischwarenfabrik
- 4 Bäckereien
- 2 Mühlen
- 2 Molkereien
- 1 Kaffeerösterei
- 1 Mineralwasserfabrik mit Bierabfüllerei
- 1 chemisch-technische Fabrik
- 1 Möbel- und Sargfabrik
- 1 Ziegelei
- 1 Landgut.

Die chemisch-technische Fabrik wurde im Sommer 1930 stillgelegt und die Produktion auf die Fabrik der GEG auf der Peute, Hamburg, übertragen. Das Landgut wurde 1930 verkauft, da die Konsumgenossenschaft mit der Bewirtschaftung fachlich überfordert war.

## Gleichschaltung
Im Mai 1933 wurden die Unternehmen und Betriebe der Konsumgenossenschaftsbewegung gleichgeschaltet: zuerst die Großeinkaufs-Gesellschaft Deutscher Consumvereine mbH (GEG), Hamburg am 4. Mai 1933. Am 17. Mai 1933 wurde für die Produktion ein Staatskommissar ernannt, der Kreisleiter der NSDAP für Süd-Hamm, Otto Becker. Er erschien in großer Uniform mit Adjutant.
Nach einer Mitteilung der Gestapo waren bei den Konsumgenossenschaften rund 3.000 Mitarbeiter beschäftigt. Nach 1933 wurden 43 % entlassen – in erster Linie wohl Sozialdemokraten und Gewerkschafter – und durch regimetreue Mitarbeiter ersetzt.
Da die Genossenschaft nicht liquidiert wurde, erfolgte 1936 eine Umbenennung in Niederelbische Verbrauchergenossenschaft.

## Konsumgenossenschaft Produktion nach 1945 bis 1989
Nach dem Zweiten Weltkrieg wurde die Produktion als Konsumgenossenschaft Produktion neu errichtet. Am 3. Juli 1946 wurde die Genehmigung der Wiedergründung durch die britische Militärregierung erteilt. Die durch Luftangriffe 1943 zerstörten 160 Läden, die Zentrale, Lager, Fleischwarenfabrik und Wohnhäuser mussten wieder aufgebaut werden. 1948 wurde der Geschäftsanteil für Genossen auf DM 50 festgelegt und blieb in dieser Höhe unverändert bis zur Umwandlung in eine AG 1974. 1949 wurde der erste Selbstbedienungsladen der „Produktion“ in Hamburg eröffnet. Die PRO hatte 1950 172 Gemischtwaren-, 44 Backwaren- und 44 Fleischwaren-Verteilstellen. 1954 wurde die von der Militärregierung ausgesetzte Beschränkung der Rückvergütung auf 3 % wieder eingeführt. An der Straße Beim Strohhause beim Berliner Tor gab es ein mehrstöckiges Kaufhaus mit Selbstbedienungsrestaurant und der Verwaltung der PRO. Ab den späten 1960er Jahren wurden die Selbstbedienungsläden als „PRO-Markt“ geführt.
Mit dem Vordringen der Discounter und der großen Einzelhandelsfilialisten änderte sich das Klima für die Konsumgenossenschaften grundsätzlich. Immer mehr Genossenschaften kamen in wirtschaftliche Bedrängnis. Der Produktivitätsvorsprung wurde eingeholt und überholt. Die Genossenschaften durften zwar ab 1954 auch an Nichtmitglieder verkaufen, aber die Rückvergütung wurde auf den Einzelhandelsrabatt von 3 % begrenzt. Das Alleinstellungsmerkmal und das Werbeargument mit einer höheren Rückvergütung ging verloren. Es begann eine große Reformdebatte, die in den 60er Jahren mit der Einführung der Marke „co op“ zu einer optischen Modernisierung führte. In ihrem Einzugsgebiet Hamburg und Umgebung hatte die PRO 1981 einen Marktanteil im Lebensmittelhandel von etwa 17 %.
Mit der Einrichtung der ersten plaza-Märkte (in Hamburg beim Strohhause, heute Kaufland) wurde auf das Vordringen der Großflächenangebote geantwortet. Gleichzeitig fand eine Diskussion um die Frage der richtigen Rechtsform statt, die damit endete, dass von vielen führenden Konsumgenossenschaftlern die Aktiengesellschaft für die bessere Rechtsform als die Genossenschaft gehalten wurde.
Als erste Konsumgenossenschaft wandelte sich die saarländische Asko 1972 in eine AG, später folgte die Hamburger PRO. 1973 zerschlugen sich die Hoffnungen der PRO auf Änderungen des Genossenschafts- und auch des Steuerrechts, die Umsatzrendite war auf unter ein Prozent gesunken und die Rückvergütung musste aus den Reserven finanziert werden. Es wurde befürchtet, wenn keine Rückvergütung mehr gezahlt wird, wären Mitgliederaustritte und Kapitalabfluss die Folge. Am 31. Oktober 1974 beschloss eine außerordentliche Vertreterversammlung den Übergang von der Rückvergütung zum Rabatt, und zugleich befürwortete sie die Umwandlung in eine Verbraucher-Aktiengesellschaft. Als die Umwandlung zum Jahresende 1974 wirksam wurde zählte die PRO 246.495 Mitglieder, die am neuen Grundkapital von 17 Mio. DM nach ihrem Guthaben per 31. Dezember 1973 beteiligt wurden. Mitarbeiter 1973 vor Umwandlung: 4.935 (vor Verpachtung an co op) (1981: 3.782), 1973: PRO-Läden 240 (1981: 138 PRO-Filialen, 68 Diskountfilialen), 1973: 1 Verbrauchermarkt, 1973: 3 Warenhäuser (1981: 4 Plaza-Warenhäuser), 1973: 1 Einrichtungshaus (1981: 3 Baumärkte), 9 Restaurants und 1 Autohaus wurden nach 1973 aufgegeben. Verkaufsfläche 1973: 93.000 m² (1981: 140.000). Der Umsatz betrug 1973: 675 Mio. (1981: 1,05 Mrd.) DM. Im Jahr 1975 begann die Konzentration auf die Vertriebslinien PRO, Comet, basar, plaza.

## Vergleichszahlen zur Geschäftsentwicklung der PRO
| Vergleichszahlen der PRO        | 1960    | 1973    | 1981      |
| ------------------------------- | ------- | ------- | --------- |
| Verkaufsstellen (PRO-Läden)     | 242     | 240     | 138       |
| Verbrauchermärkte (Warenhäuser) | –       | 1 (3)   | 68 (4)    |
| Brot-/Schlachterläden           | 161     | –       | –         |
| Wohnungen (1930=2.015,1945=500) | 866     | k.A     | k.A       |
| Verkaufsfläche m2               | k.A     | 93.000  | 140.000   |
| Umsatz Mio. DM                  | k.A     | 675     | 1,05 Mrd. |
| Mitarbeiter                     | 5.429   | 4.935   | 3.782     |
| Mitglieder                      | 168.996 | 238.495 | 78.856    |

Da die Umwandlung nicht gut vorbereitet war, verkauften 1975 78.300 Aktionäre ihre Aktie. Innerhalb eines Jahres sank die Zahl der PRO-Aktionäre um 43 % auf 102.090. 1981 sank die Aktionärszahl auf 78.856. Die Aktie wurde nicht an der Börse gehandelt, der An- und Verkauf wurde von der PRO organisiert.
Es zeigte sich jedoch, dass der Rechtsformwechsel aus kranken Genossenschaften keine gesunden AG machte, so dass eine immer schnellere Fusionsbewegung einsetzte, die schließlich dazu führte, dass der weitaus größte Teil des ehemals konsumgenossenschaftlichen Handels schließlich in der Frankfurter co op AG versammelt war. Mit den alten genossenschaftlichen Grundsätzen hatte diese co op AG nichts mehr zu tun. Sie geriet immer mehr in wirtschaftliche Bedrängnis, auch bedingt durch kriminelle Machenschaften um den Vorstandsvorsitzenden Bernd Otto. Um den Konkurs abzuwenden, wurde 1989 ein Vergleich mit den 143 Gläubigerbanken geschlossen, der faktisch das Ende der co op AG bedeutet. Ihre Reste gingen als Deutsche SB-Kauf AG an den Metro-Konzern.
Nach Insidern war der Untergang der PRO „hausgemacht“. Nicht nur der starke Konkurrenzdruck durch die Discounter und die riesigen Verluste durch Diversifikation (Autohaus, Restaurants), sondern auch das Fehlen qualifizierter Vorstandsmitglieder mit Visionen haben das Unternehmen zu einem „taumelnden“ Riesen gemacht. Die Sanierung der Läden und Betriebe wurde versäumt und Verluste durch kurzfristige Immobilienverkäufe ausgeglichen.

## PRO-Seniorenwohnanlage
Die PRO Stiftung hat in Hamburg-Rissen 94 Seniorenwohnungen mit Service-Wohnen auf einem Parkgrundstück. In Haffkrug wurden 2020 63 Seniorenwohnungen gebaut.